# 法切卡
法切卡，是西班牙巴伦西亚自治区阿利坎特省的一个市镇。总面积10km2，总人口115人（2001年），人口密度12人/km2。